# Schlacht an der Göhrde
Frühjahrsfeldzug 1813
Lüneburg – Möckern – Halle – Großgörschen – Gersdorf – Bautzen – Reichenbach – Nettelnburg – Haynau – Halberstadt – Luckau
Herbstfeldzug 1813

Großbeeren – Katzbach – Dresden – Hagelberg – Kulm – Dennewitz – Göhrde – Altenburg – Wittenberg – Wartenburg – Liebertwolkwitz – Leipzig – Torgau – Hanau – Hochheim – Danzig
Winterfeldzug 1814

Épinal – Colombey – Brienne – La Rothière – Champaubert – Montmirail – Château-Thierry – Vauchamps – Mormant – Montereau – Bar-sur-Aube – Soissons – Craonne – Laon – Reims – Arcis-sur-Aube – Fère-Champenoise – Saint-Dizier – Claye –  Paris
Sommerfeldzug von 1815

Quatre-Bras – Ligny – Waterloo – Wavre – Paris
Die Schlacht an der Göhrde fand am 16. September 1813 während der Befreiungskriege auf dem Gebiet des heutigen Staatsforstes Göhrde statt, das 1813 zum Departement der Aller im Königreich Westphalen gehörte. Die Verbündeten setzten sich aus preußischen und russischen Truppen, der Russisch-Deutschen Legion, dem Lützowschen Freikorps, Briten und Hannoveranern (inklusive des 3. Husarenregiments der King’s German Legion), der Hanseatischen Legion, Mecklenburgern und Schweden unter dem Oberbefehl von Generalleutnant Graf Wallmoden zusammen. Dieses Kontingent besiegte eine napoleonische Abteilung unter dem Kommando des Generals Marc Nicolas Louis Pécheux.
Das Schlachtfeld liegt im Grenzgebiet der heutigen Landkreise Lüneburg und Lüchow-Dannenberg zwischen den Orten Oldendorf an der Göhrde und Göhrde.

## Vorgeschichte
Die Göhrde hatte bis in die Zeit der napoleonischen Kriege zum Kurfürstentum Hannover gehört, war aber 1803 in französische Gewalt gekommen. Die Bildung des russisch-preußischen Bündnisses gegen Frankreich im Frühjahr 1813 löste in Norddeutschland eine allgemeine Erhebung gegen die französische Herrschaft aus. In Teilen Hannovers, wie im inzwischen französischen Departement der Elbmündung und im königlich-westphälischen Departement der Aller, wurden die Franzosen verjagt, während Truppen der Verbündeten unter dem Obersten Friedrich Karl von Tettenborn das Großherzogtum Mecklenburg-Schwerin und Hamburg eroberten. Die Verbündeten mussten sich jedoch nach dem siegreichen Gefecht bei Lüneburg vor dem anrückenden Marschall Davout über die Elbe zurückziehen und Hamburg räumen.
Nach dem Ende des Waffenstillstands im Sommer 1813 überfielen Freikorps, wie die Lützower, links der Elbe immer wieder französische Versorgungszüge, Kuriere und Stützpunkte, während das Korps Wallmoden rechts der Elbe blieb. Das Korps Davout hatte sich bis dahin recht passiv verhalten. Es beschränkte sich darauf, das Korps Wallmoden in Schach zu halten. Als Maßnahme gegen die Scharmützel schickte Davout im September die 12. Division des General Pécheux an das westliche Elbufer. Pécheux schickte eine Brigade mit 3.000 Franzosen auf Lüneburg vor, Aufgabe dieser Truppen war es, die Verbindung mit den französischen Truppen in Magdeburg herzustellen.
Das Korps Wallmoden rückte am 15. September mit 12.300 Mann nach Dömitz vor, setzte über die Elbe, marschierte den Franzosen entgegen und schlug ein Lager bei Dannenberg an der Elbe auf.

## Verlauf
Die französische Brigade Pécheux unternahm einen Vorstoß gegen die Verbündeten. Am frühen Nachmittag des 16. September 1813 kam es auf den Steinker Höhen in der Gemeinde Nahrendorf an der Göhrde zur Schlacht. Wallmodens Einheiten trafen nacheinander ein und griffen die Franzosen schlecht koordiniert an. Diese Einzelangriffe wurden alle zurückgeschlagen. Erst am Abend gelang es der hannoverschen Brigade Halkett, die französischen Truppen zum Rückzug zu zwingen.
In der Schlacht wurden erstmals auf deutschem Boden Congreve’sche Raketen eingesetzt.

## Folgen
Die Schlacht an der Göhrde unterbrach die Achse zwischen dem XIII. Korps unter General Davout mit dem Hauptquartier in Hamburg einerseits und der in Sachsen liegenden Hauptarmee Napoleons andererseits. Damit war kurz vor der Völkerschlacht bei Leipzig die französische Nachschublinie von Frankreich über Hannover nach Magdeburg und Berlin unterbrochen.

## Gedenken

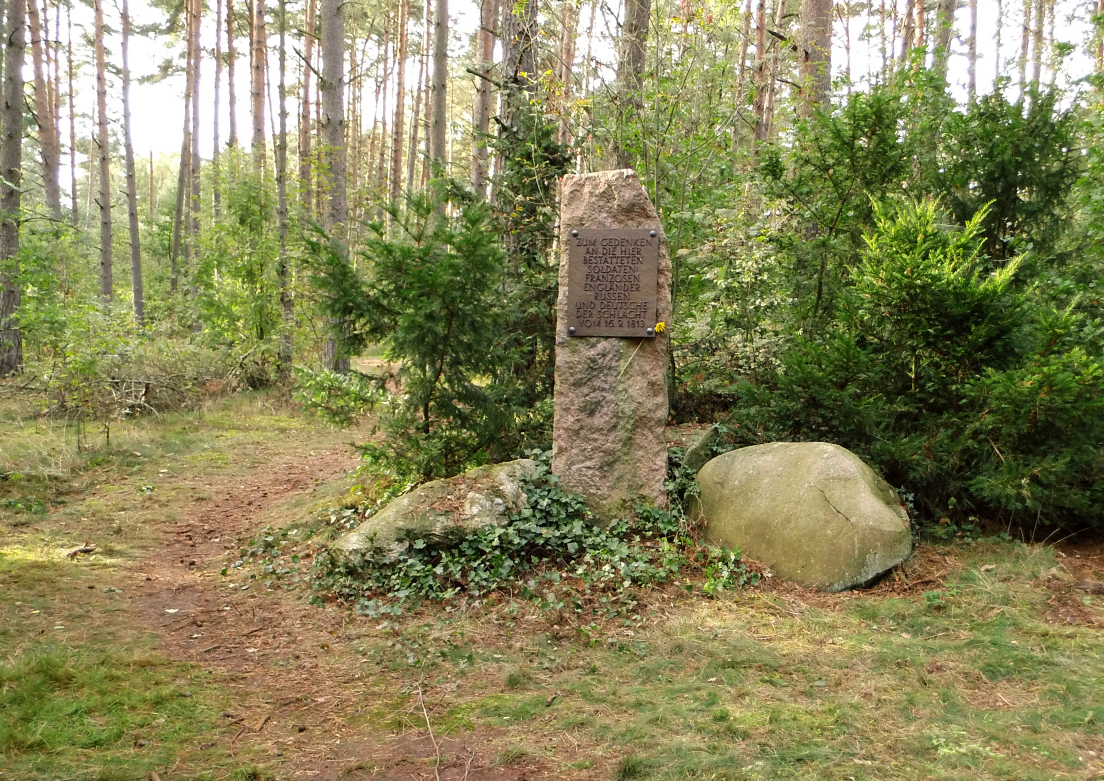
Gedenkstein für ein Massengrab nahe dem Schlachtfeld

Seit 1839 erinnert eine vom hannoverschen König Ernst August errichtete Gedenkstätte mit einem großen behauenen Findling an die Schlacht. Sie liegt nördlich der Bundesstraße 216 etwa 2 km hinter Oldendorf in Richtung Dannenberg. Etwa 1000 gefallene Soldaten aller an der Schlacht beteiligten Nationen wurden in einem Massengrab an Ort und Stelle beerdigt. Es liegt etwa 100 Meter vom Denkmal entfernt versteckt im Wald und wurde 1985 wiederentdeckt.
Berühmt wurde die Freiheitskämpferin Eleonore Prochaska, die sich in unbedingtem Widerstandswillen gegen Napoleon als Frau unerkannt dem Lützowschen Freikorps angeschlossen hatte. Während der Schlacht wurde sie verwundet. Am 5. Oktober 1813 erlag sie in einem Privathaus in Dannenberg, Lange Straße 32, ihren Verletzungen. Eine Tafel am Haus erinnert daran. Zwei Tage später wurde sie mit militärischen Ehren auf dem St.-Annen-Friedhof beigesetzt.
Alle zwei Jahre wird bei Lüben zwischen Dahlenburg und Göhrde die historische Schlacht als Reenactment am Ort des damaligen Geschehens nachgestellt.
Im Dahlenburger Heimatmuseum befindet sich ein Diorama der Schlacht an der Göhrde. In der ständigen Ausstellung werden mittels 1500 Zinnfiguren die Stellungen der verschiedenen Truppenteile dargestellt.

## Fotogalerie
Nachstellung der Schlacht durch Reenactors.

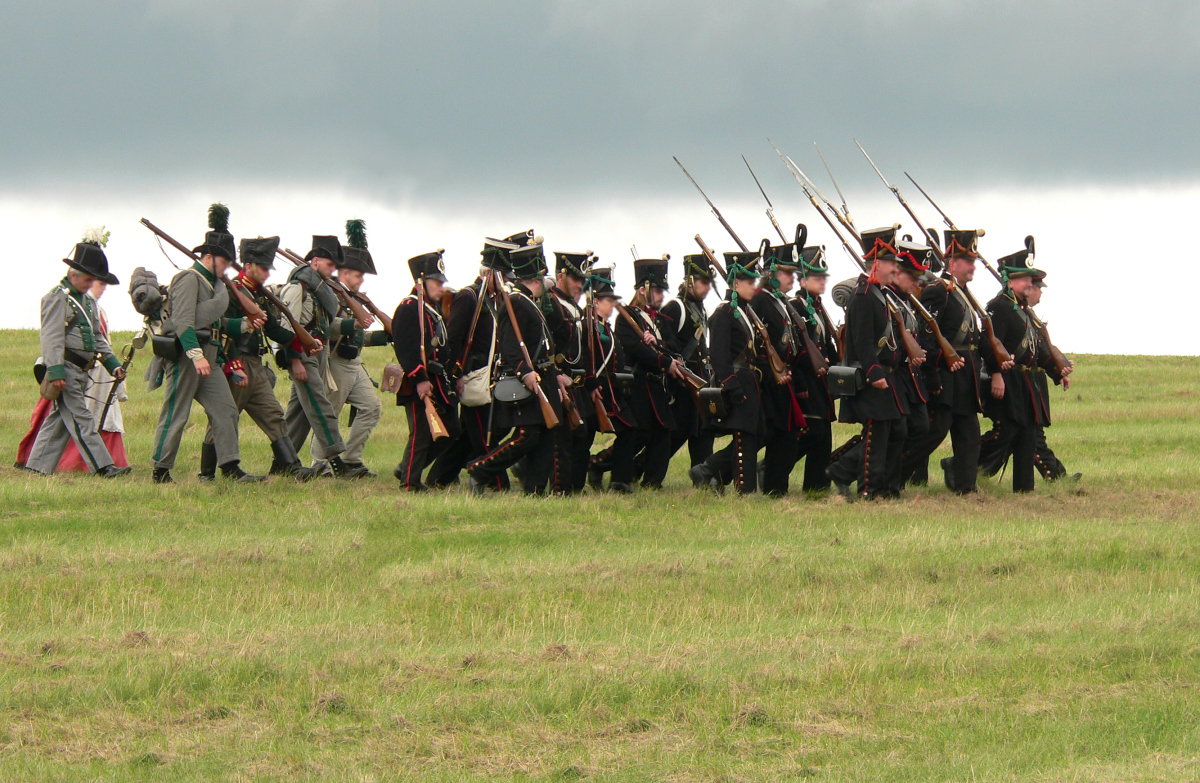
Aufmarsch
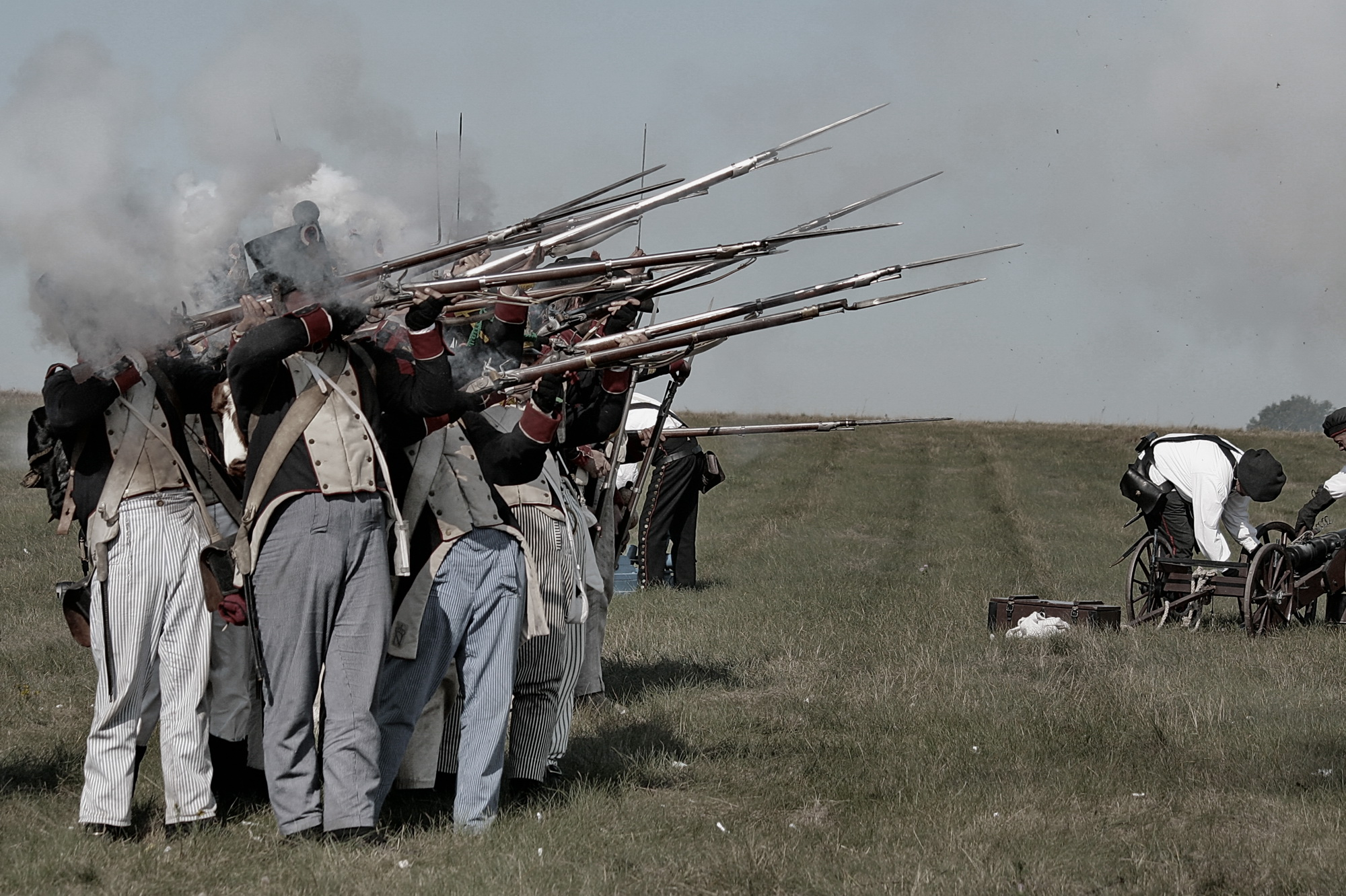
Gefechtsnachstellung Musketenfeuer
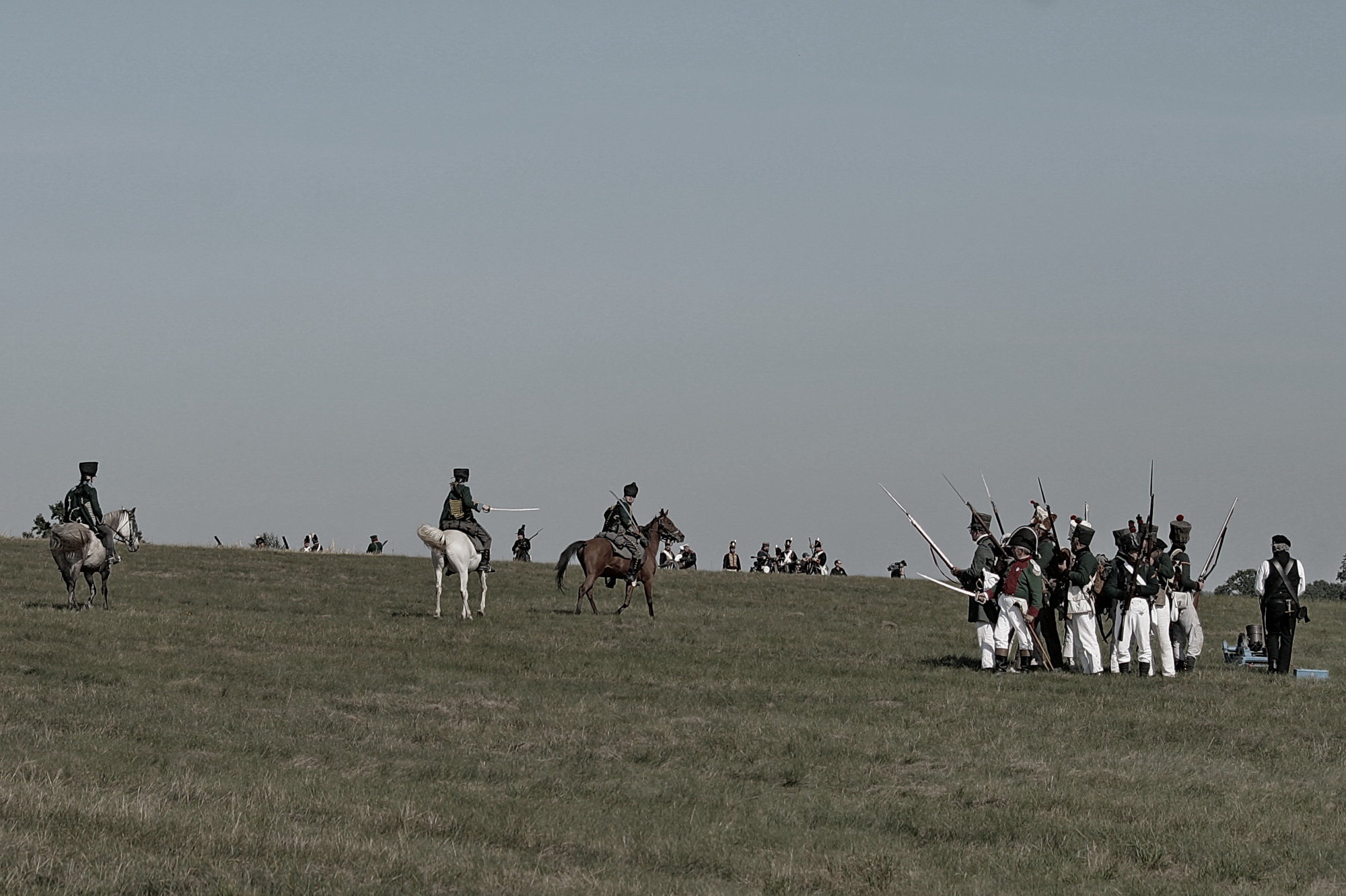
Gefechtsnachstellung Reiterangriff
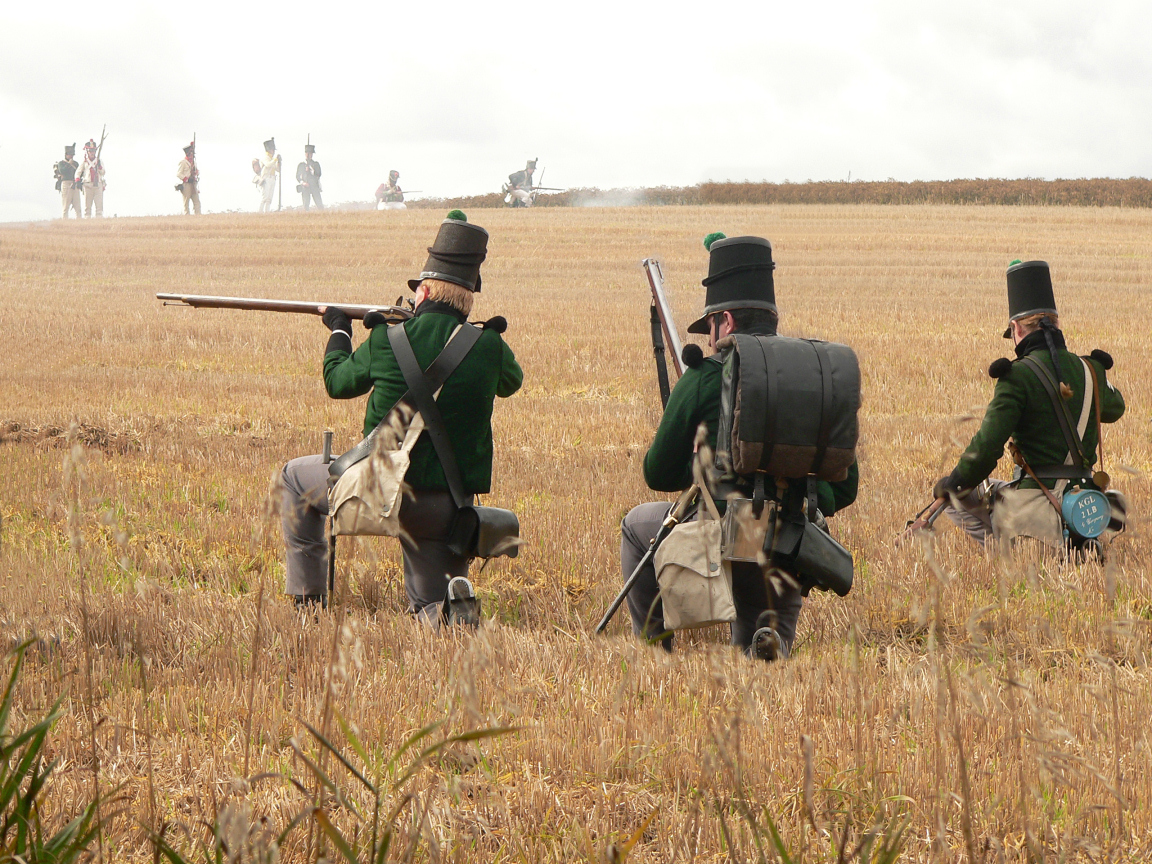
Gefechtsnachstellung mit Schützen der King’s German Legion (2. leichtes Bat.)
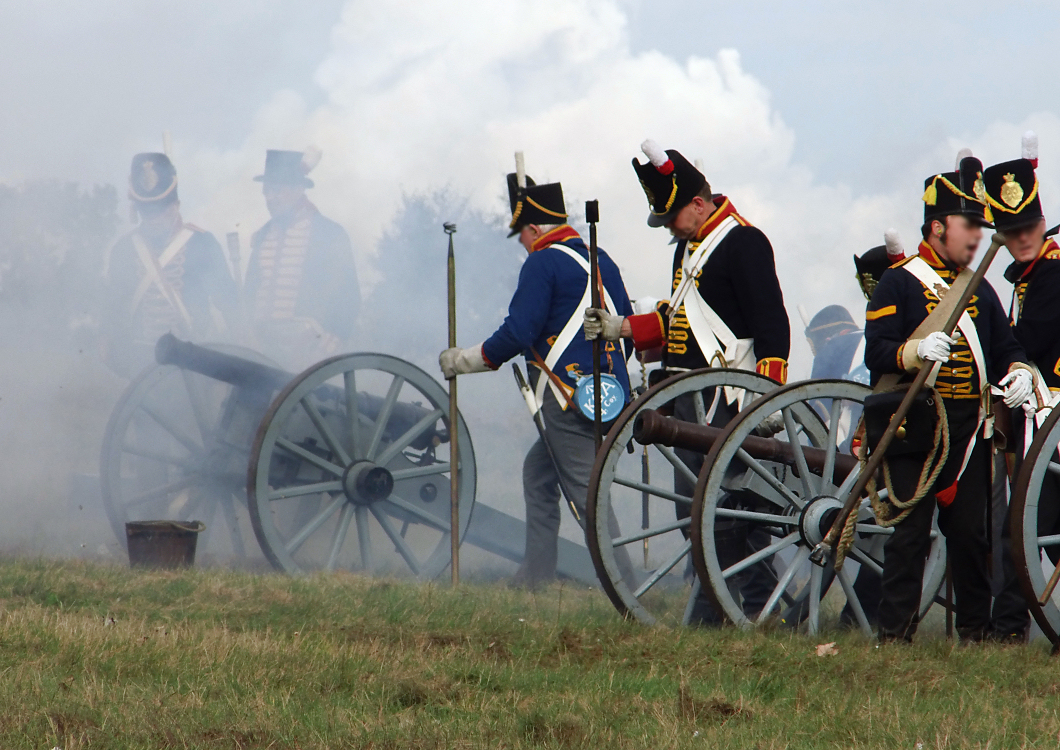
Gefechtsnachstellung mit Kanonen